# Клан Макдафф

Гребінь клану Макдафф.

Герб вождів клану Макдафф.

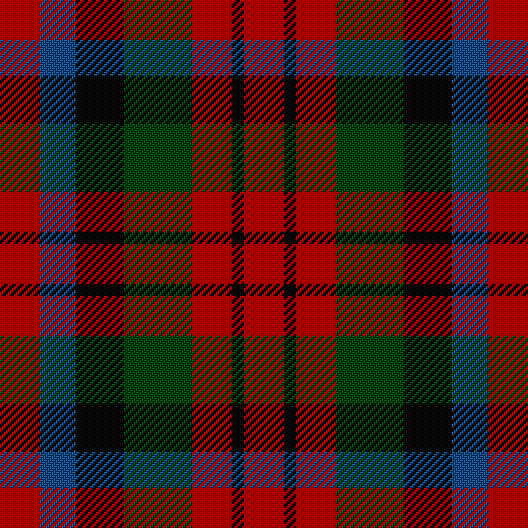
Тартан клану Макдафф.

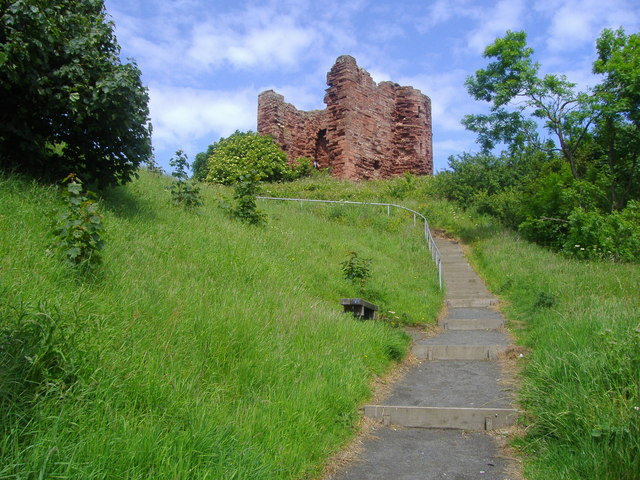
Руїни замку Макдафф.

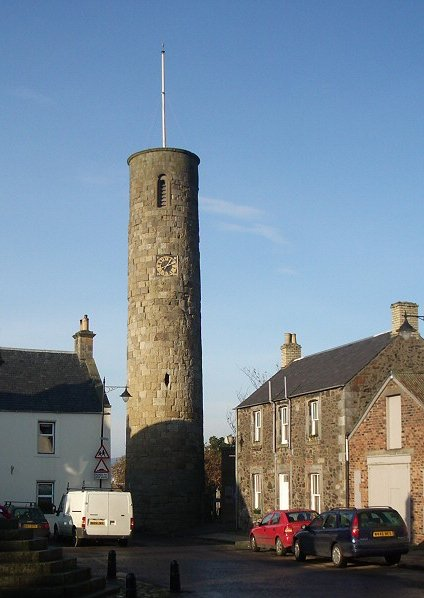
Башта абатства Абернехі збудована в ірландському стилі.

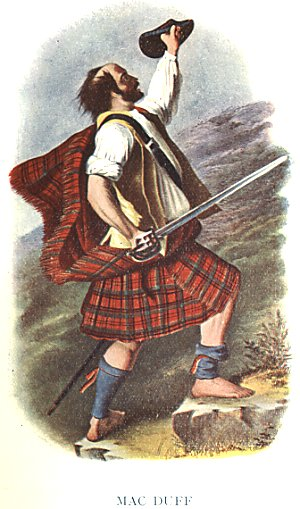
Чоловік з клану Макдафф у традиційному одязі.

Клан Макда́фф (шотл. — Clan MacDuff, Clan Duff) — клан Дафф — один з кланів рівнинної частини Шотландії — Лоуленду. На сьогодні клан Макдафф не має визнаного герольдами Шотландії та судем Лева вождя, тому називається «кланом зброєносців». У давнину вожді клану Макдафф були графами Файф, хоча цей титул потім перейшов до Стюартів Олбані в кінці XIV століття. Титул повернувся до вождя клану Макдафф, коли Вільям Макдафф отримав титул графа Файф у 1759 році. Його нащадок — Олександр Дафф отримав титул герцога Файф у 1889 році. Клан Макдафф був першим шотландським кланом, чий клановий статус був офіційно визнаний парламентом Шотландії в 1384 році. У давні часи клан Макдафф був одним з найбільш впливових кланів в Шотландії.
Гасло клану: Deus juvat — Бог допомагає (лат.)
Символ клану: брусниця
Землі клану: Лотіан, Стратбогі, Файф
Історична резиденція вождів клану: Замок Макдафф
Останній вождь клану: Олександр Вільям Джордж Дафф Брако (шотл. — Alexander William George Duff Braco) — І герцог Файф (помер 29 січня 1912 року).

## Історія клану Макдафф

### Походження клану Макдафф
Історичні перекази клану Макдафф говорять, що клан походить від давніх родів королів скоттів та піктів, серед яких була королева Шотландії Груох (гельск. — Gruoch) — дружина короля Шотландії Макбета. Клан Макдафф відіграв важливу роль у позбавленні престолу короля Макбета і за це отримав від наступних королів значні привілеї: вожді клану Макдафф під час коронації короля Шотландії мали право нести корону Шотландії, мали право командувати авангардом армії короля під час битв, а якщо хтось із нащадків вождя клану Макдафф здійснить вбивство, то має право за це нести покарання тільки у вигляді грошового штрафу. Вождь клану МакДафф, що брав участь у перевороті є прототипом Макдуффа у драмі Шекспіра «Макбет».
Після смерті короля Макбета король Шотландії Малкольм III захопив трон і корону, і його син Ед (гельск. — Aedh) одружився з дочкою королеви Груох. Ед отримав титул графа Файф і посаду абата Абернехі. У давні часи вожді клану Макдафф володіли титулом графів Файф. Сер Ян Монкріфф (гельск. — Iain Moncreiffe) писав, що клан Макдафф у Х — ХІІ століттях був лідером серед шотландських кланів і найсильнішим шотландським кланом. Нинішні графи Вемісс, як вважається, є нащадками по чоловічій лінії Гілле Міхейла (гельк. — Gille Míchéil) — графа Файф і вождя клану Макдафф. Гілле Міхейл Макдафф згадується в королівській грамоті короля Шотландії Девіда І щодо земель Данфермлінського абатства.

### XIV—XV століття
У 1306 році під час війни за незалежність Шотландії Дункан Макдафф, граф Файф, вождь клану Макдафф був неповнолітнім і тому не брав участь у війні. Під час коронації Роберта Брюса — короля вільної Шотландії сестра Дункана Ізабелла Макдафф одягла золотий обруч на голову короля Роберта І Брюса. Під час війни вони потрапила в полон до рук короля Англії Едварда І Довгоногого. Її помістили в клітку, яку вивісили з башти замку Бервік. Дункан Макдуфф перебував в руках короля Англії Едварда І. Він одружився з Мері — племінницею короля Едварда і почав воювати проти Роберта Брюса. Але він потрапив в полон до шотландців і був ув'язнений в замку Кілдруммі, де помер у 1336 році. Графство потрапило до рук Роберта Стюарта, герцога Олбані. 
Але клан Макдафф, хоч і втратив багато земель і майна. але продовжував процвітати. У 1384 році граф Файф фігурує в документах як вождь клану Макдафф. У 1404 році Девід Макдафф отримав грамоту від короля Шотландії Роберта III на володіння землями в Банффширі. У 1353 році перервалася пряма лінія вождів клану Макдафф. Титул графа Файф був переданий сину короля Роберта II. У 1425 році Мердок Стюарт, граф Файф був страчений за наказом короля Шотландії Джеймса I. З 1425 року по 1729 рік титут графа Файф лишався вакантним.

### XVII—XIX століття
У 1626 році Джон Дафф продав землі в Банффширі, що були отримані його предком у 1404 році. Титул графа Файф повертається клану Макдафф в особі Вільяма Даффа, І графа Файф і віконта Макдафф у 1759 році. Джеймс Дафф, IV граф Файф був військовим і брав участь у війні на півострові, де він був поранений у битві під Талевері у 1809 році. Пізніше він став лицарем іспанського ордена Святого Фердинанда. Олександр Дафф, VI граф Файф одружився з Луїзою — старшою дочкою короля Едуарда VII. Олександр отримав титул герцога Файф в липні 1889 року.

### ХХ— ХХІ століття
Зі смертю І герцога Файф клан Макдафф втратив свого останнього вождя. На сьогодні є претендент на посаду вождя клану Макдафф — Джеймс Річард Валентайн Дафф, що народився 19 жовтня 1941 року.

## Закони Шотландії і клан Макдафф
Клан Макдафф був першим шотландським кланом, що був визнаним як клан парламентом Шотландії законом, прийнятим у листопаді 1384 року.
Граф Файф і абат Абернехі були хранителями «Закону клану Макдафф». Цей закон захищав і давав притулок всім вбивцям, якщо вони шукають захисту в святилищі біля Хреста Макдаффів біля Абернехі, і може отримати прощення, якщо заплатить родичам жертви грошову компенсацію.
Вожді клану Макдафф мали право під час коронації короля Шотландії звести претендента на корону і престол на Камінь Сконе. Камінь Сконе колись стояв в Тарі (Темрі) — давній столиці Ірландії і резиденції верховних королів Ірландії і називався Каменем Долі (кменем Фаль або Файл). Згідно легенди, коли на Камінь Долі ставала людина, що була гідна бути верховним королем Ірландії, камінь кричав. Цей священний камінь був обов'язковим для ритуалу коронування верховних королів Ірландії. Після занепаду влади верховних королів Ірландії, руйнування Тари, Камінь Долі потрапив в королівство Дал Ріада, що було на півночі Ірландії, а після того, як королівство Дал Ріада завоювало нинішню Шотландію, камінь привезли в Сконе — давню столицю Шотландії. Коли Камінь Сконе (який ще називали Каменем Долі і який був священним для кельтів ще в давні язичеські часи і був вивезений з Ірландії) був викрадений з Шотландії і вивезений в Англію королем Англії Едвардом І Довгоногим, король Шотландії Роберт І Брюс був коронований шотландцями двічі — другий раз сестрою вождя клану Макдафф.
У 1425 році останній граф Файф — Мердок Стюарт, герцог Олбані був обезголовлений. Спадкове право клану Макдафф нести корону Шотландії під час коронації короля Шотландії перейшло до лорда Абернехі. На сьогодні титулом носія корони Шотландії володіє лорд Абернехі — Олександр Дуглас-Гамільтон, XVI герцог Гамільтон.

## Замки клану Макдафф
- Замок Макдафф (шотл. — Macduff's Castle) — у Східному Вемісс, Файф. Нині в руїнах. Колись належав графам Файф. Потім перейшов клану Вемісс, що перетворив його у неприступну фортецю.
- Замок Айрдіт-хаус (шотл. — Airdit House) — у Левхарс, Файф, належав колись клану Макдафф, потім перейшов до клану Стюарт у 1425 році, коли Мердок Стюарт, герцог Олбані (тоді граф і герцог Файф) отримав цей замок.
- Замок Барнслі (шотл. — Barnslee Castle) — біля Маркінч, Файф, належав клану Макдафф. У замку був підземний тунель довжиною більше трьох миль, що вів привів від нього до замку Майден (шотл. — Maiden Castle).
- Замок Хілл (шотл. — Castle Hill) — у Норт-Бервіку в Східному Лотіані, належав клану Макдафф і графам Файф.
- Замок Купар (шотл. — Cupar Castle) — у Файфі, належав клану Макдафф.
- Замок Фолкленд (шотл. — Falkland Palace) — у Файфі, належав клану Макдафф та графам Файф, був зруйнований англійцями в 1337 році. Замок був відбудований у 1371 році і перейшов до Роберта Стюарта, герцога Олбані, що тоді володів титулом граф Файф.
- Замок Ферні (шотл. — Fernie Castle) — у землях Купар, Файф, колись був у власності клану Макдафф.
- Замок Майден (шотл. — Maiden Castle) — біля Метіл, Файф, належав колись клану Макдафф. За переказами, у замку був підземний тунель, що вів до замку Барнслі.